# JM-33
JM-33은 일본이 사용중인 날탄이다. 독일의 DM-33A1 날탄을 면허 생산한 것이고, 90식 전차에서 사용하고 있다. 

## 제원
러시아군 기밀 자료 기반 DM-33 관통력 추정치 보관됨 2019-04-10 - 웨이백 머신
- 이름 : JM-33
- 관통자 길이 : 594mm
- 관통자 무게 : 3.5kg
- 포구초속 : 1,650m/s

## 기타
일부 밀덕들의 경우 게임의 고증 오류를 잡기 위해 러시아군의 과거 기밀문건을 가져와서 워썬더 보관됨 2018-12-27 - 웨이백 머신에 제보하는 경우도 있었다. 

## 같이 보기
- 90식 전차 (일본)
- L-27